# Quantic Dream
Quantic Dream SA（直译为“量子梦境”）是一家法国电子游戏开发商和发行商，总部位于巴黎。Quantic Dream成立于1997年5月，目前开发了五款电子游戏：《恶灵都市》（1999）、《华氏》（2005）、《暴雨殺機》（2010）、《超凡双生》（2013）和《底特律：變人》（2018）。公司以推广互动式叙事而闻名，创始人大卫·凯奇是主要创作者。Quantic Dream于2022年8月被网易收购，成为网易旗下首个欧洲工作室。

## 历史

1997年至2019年Quantic Dream标志

大卫·凯奇本是一名作曲家，于1994年开始创作《恶灵都市》的概念和故事。完成后，他将剧本发给了他在做音乐时结识的一些游戏行业的人，他们指出剧本在技术上并不可行。但是凯奇仍想要亲自试一下，他聘请了几个朋友组成团队，并在录音室外设立了办公室。他的资金只能支持六个月的开销，希望能在期限内完成游戏引擎和原型。在六个月期限的最后一周，凯奇前往伦敦与发行商Eidos Interactive会面。游戏项目获得了发行商的认可和资助，随后进入全面开发阶段。音乐家大卫·鲍伊扮演了两个角色并创作了十首原创歌曲。凯奇于1997年5月2日创立了Quantic Dream，并于6月3日注册为股份公司，名字来源于术语“量子力学”（quantum physics）。《恶灵都市》于1999年11月发布，销量超过60万。2004年，Quantic Dream为电影《诸神混乱之女神陷阱》提供了动作捕捉。

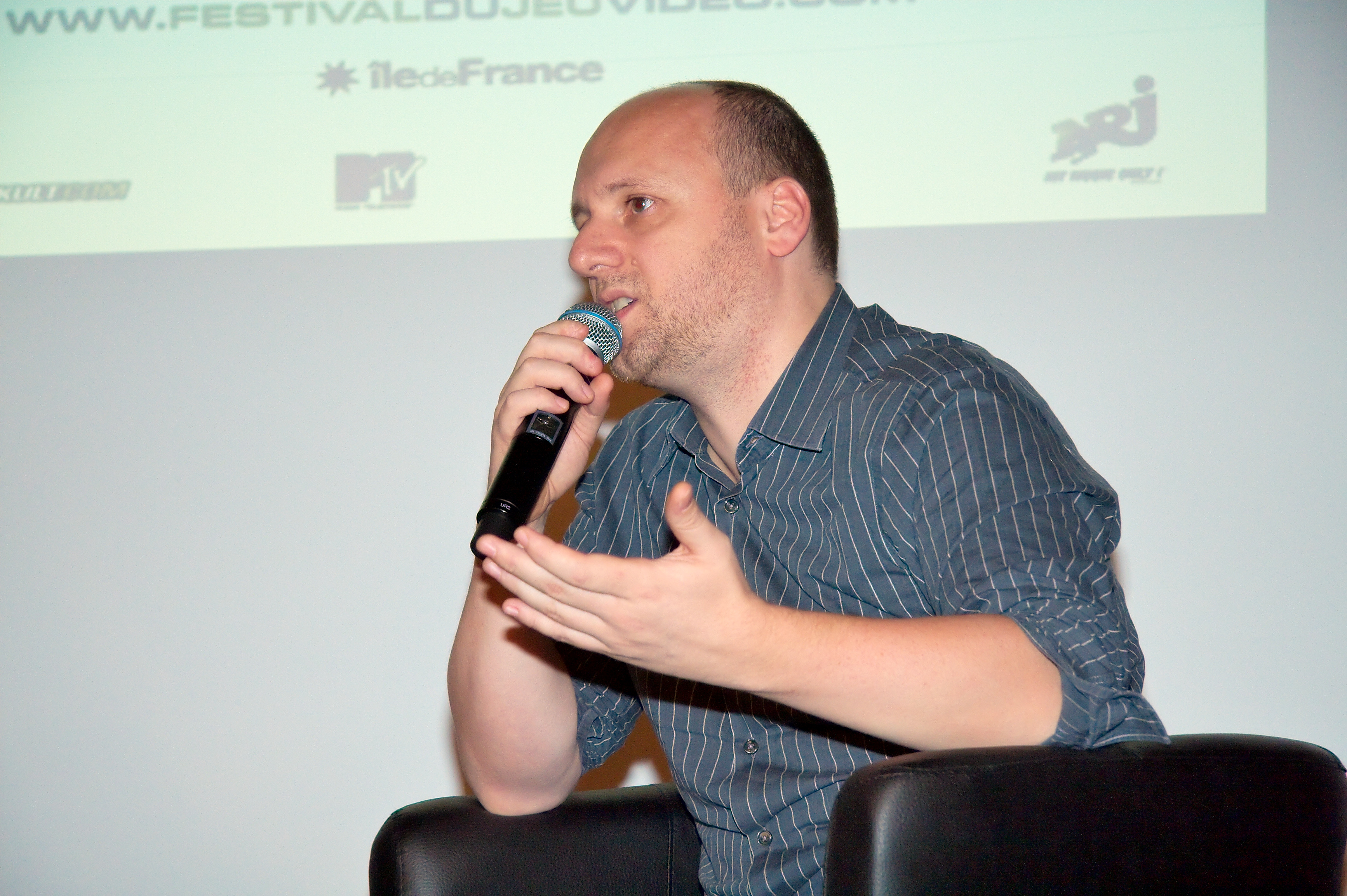
2008年的大卫·凯奇

2005年9月，游戏《华氏》由Atari公司发行，其中的一些元素在Quantic Dream后来开发的游戏中都出现过——道德模糊、浪漫、对毁灭的无能为力、互动式叙事。游戏获得了多个奖项，销量超过100万。同年，Quantic Dream公布了PlayStation 3技术演示视频“The Casting”。这促成了公司与索尼电脑娱乐的合作，共同推出《暴雨殺機》，凯奇称这是一次“更个性化的”的尝试。《暴雨》于2010年推出，获得了好评，并在第七届英国学院游戏奖中获得三项奖项，共售出530万份。到2011年底，公司与索尼达成了另一项协议。第二年，Quantic Dream展示了另一个PlayStation 3技术演示视频“卡菈”（Kara），充分利用了新投资的动作捕捉设备的优势。与索尼合作的第二款游戏是2013年的《超凡双生》，由和威廉·達佛主演，获得了业界褒贬不一的评价，销量280万，是2013年在翠貝卡電影節上展出的第二款电子游戏。同年，PlayStation 4技术演示视频“黑暗魔法师”（The Dark Sorcerer）于E3亮相。
2014年，Quantic Dream对Vicon的投资增加了一倍，Vicon的动作捕捉技术之前用于《暴雨殺機》和《超凡双生》。公司开发的第五款电子游戏，也是第三款由索尼发行的游戏——《底特律：变人》——于一年后公布。游戏以“卡菈”的技术演示视频为基础，开发历时四年，于2018年5月发行，是Quantic Dream迄今为止最成功的游戏作品，销量达600万。当时Quantic Dream雇用了180名员工，比2016年的报告少了五人。中国互联网公司网易于2019年1月收购了Quantic Dream的少数股份，投资规模不详。Quantic Dream的戴‧冯多姆表示，通过这项投资，他们将不再局限于PlayStation独占游戏。从PC版本的《暴雨殺機》、《超凡双生》和《底特律：变人》开始，Quantic Dream着手自主发行自己的作品。这些PC版本将在2019年发布。2020年2月，Quantic Dream宣布他們已經完全獨立，未來將自行負責所有遊戲作品的發行業務。公司于2021年2月在加拿大魁北克省蒙特利尔开设了一个新的工作室Quantic Dream Montreal，由斯蒂芬·达斯图斯（Stephane D'Astous）领导，尤罕·卡佐（Yohan Cazaus）任游戏总监。
Quantic Dream在2021年游戏大奖颁奖典礼上公布了一款处于早期开发阶段的动作冒险游戏《星球大战 日蚀》（Star Wars Eclipse），属卢卡斯艺术旗下品牌以及星球大战的《共和国巅峰》（The High Republic）多媒体项目之一。游戏背景为星球大战的世界观，发生于《魅影危机》之前200年，将有多个可玩角色，并具有分支叙事。游戏预计最早于2027年发布，业内分析人士将这一漫长的开发时间归因于工作室声誉不佳而无法吸引新的员工。
2022年8月，网易宣布收购Quantic Dream。此次收购后，Quantic Dream将成为网易的子公司，并协助网易实现发布更多主机游戏的目标。公司表示，多年来他们收到过多个收购提议，而他们选择了网易，因为这有利于他们的持续发展。2023年6月，公司公布了品牌名称“Spotlight by Quantic Dream”，在这一品牌下，他们将继续发行非工作室制作的第三方游戏。新品牌在夏季游戏节（Summer Games Fest）期间正式亮相，公司在游戏节上展示了两款以此品牌发行的新作《波涛之下》（Under the Waves）和《Lysfanga: The Time Shift Warrior》的预告片。

## 理念
Quantic Dream的电子游戏由凯奇编剧并监制。公司追求将叙事放在游戏开发的首位，通过互动式叙事唤起玩家的情感，并希望能打造吸引所有人的故事，而不仅是铁杆游戏玩家。Quantic Dream习惯为每个新游戏、硬件或平台开发新引擎，凯奇认为，虽然引擎方法可以移植，但其代码却不能。公司也习惯在游戏发行前发布技术演示视频，展示他们的创造力。

## 不友善的工作环境报道
2018年1月，三家法国新闻媒体——《世界报》、 《Mediapart》和《Canard PC》——公布了对公司业务实践的联合调查结果。《世界报》称Quantic Dream“企业文化有毒，管理层言辞不当、态度恶劣，对员工考虑不周，工作负担过重，合同条款有问题”。在报纸提出的问题中，第一，凯奇和纪尧姆‧戴‧冯多姆（Guillaume de Fondaumière）被指参与或鼓励性别歧视和种族主义，他们通过电子邮件交换并在办公室四处张贴有争议的图片，包括将工作室合作者和员工的照片修改成纳粹和色情明星的样子。《Canard PC》表示，整个IT部门员工都因为这些“冷笑话”而在2017年3月辞职。第二，工作室管理层被指采用了艰巨的“关键时刻”计划，在游戏推出前一年，每周要额外工作15-35个小时。第三，人力资源部门被指控串通一气，违反法国劳动法，在合约到期前解聘固定期限合同员工，并安排和解，将不适应工作室文化的员工赶走。报告特别指出戴‧冯多姆如何与公司合谋，利用法国劳动法对其2016年被解雇一事提出异议，并通过社会保障和家庭津贴缴款征收联合会（URSSAF）获得了一笔无需缴纳社会保险费用的6万欧元赔偿金。
凯奇和戴‧冯多姆否认了这些报道提出的指控。2018年2月，工作室在官方声明中称这些指控是一场抹黑运动。2018年4月，Quantic Dream对《世界报》和《Mediapart》提起诉讼，而《Canard PC》则收到了两封“威胁信”。几名离职或被解雇的员工对Quantic Dream提起诉讼。当年7月，Quantic Dream在一名因不友善的公司文化而离职的员工的诉讼中败诉。该员工要求将其辞职行为视为不当解雇，巴黎就业法庭裁定该员工胜诉。2021年4月，巴黎上诉法院推翻了对该案的裁决，称描述该员工的照片都不具有侮辱性，因此不符合不当解雇的条件。在另一名前员工提起的案件中，巴黎就业法庭支持该员工的观点，指出工作室允许“恐同、厌女、种族主义甚至极其低俗”的照片在工作场所传播，并于2019年12月勒令Quantic Dream支付5000欧元的赔偿金，以及2000欧元的罚款。判决认为公司“（在面对这种非常值得商榷的行为时）袖手旁观”，违反了保障义务。其他案件仍悬而未决。
Quantic Dream对新闻机构《世界报》和《Mediapart》的诉讼审判于2021年5月举行。法院于2021年9月9日作出判决，凯奇和冯多姆提起的对《世界报》的个人诽谤指控得到法院认可，因为《世界报》拒绝透露其使用的匿名消息来源的身份，从而未能履行举证责任。另外法院在个人诉讼中做出了有利于《Mediapart》的裁决，虽驳回了其关于Quantic Dream的报告中七个段落中三个段落有关的指控，但同时指出其他四个段落是“善意的”，因为其有“足够的事实依据”，不符合诽谤罪的条件。以公司名义分别起诉《世界报》和《Mediapart》的案件也判定被告胜诉，洗脱了诽谤指控。

## 游戏作品

### 开发
| 年份       | 名称                            | 平台                                                                              | 发行商                      | 来源                 |
| ---------- | ------------------------------- | --------------------------------------------------------------------------------- | --------------------------- | -------------------- |
| 1999       | 恶灵都市                        | Dreamcast、Microsoft Windows                                                      | Eidos Interactive           | [ 65 ]               |
| 2005       | 华氏                            | Android、iOS、Linux、macOS、Microsoft Windows、PlayStation 2、PlayStation 4、Xbox | Atari、Aspyr、Quantic Dream | [ 66 ] [ 67 ]        |
| 2010       | 暴雨殺機                        | PlayStation 3、PlayStation 4、Microsoft Windows                                   | 索尼电脑娱乐、Quantic Dream | [ 68 ] [ 69 ] [ 70 ] |
| 2013       | 超能殺機：兩個靈魂              | PlayStation 3、PlayStation 4、Microsoft Windows                                   | 索尼电脑娱乐、Quantic Dream | [ 68 ] [ 69 ]        |
| 2018       | 底特律：變人                    | PlayStation 4、Microsoft Windows                                                  | 索尼互动娱乐、Quantic Dream | [ 24 ] [ 69 ]        |
| 待定       | 星球大战 日蚀 Star Wars Eclipse | 待定                                                                              | Quantic Dream               | [ 38 ]               |
| 注释 1. 2. |                                 |                                                                                   |                             |                      |

### 以Spotlight by Quantic Dream为名发行
| 年份 | 名称                                                     | 平台                                                                       | 开发商           | 来源   |
| ---- | -------------------------------------------------------- | -------------------------------------------------------------------------- | ---------------- | ------ |
| 2021 | 孤独之海：导演剪辑版 Sea of Solitude: The Director's Cut | 任天堂Switch                                                               | Jo-Mei Games     | [ 71 ] |
| 2023 | 波涛之下 Under The Waves                                 | PlayStation 4、PlayStation 5、Xbox One、Xbox Series X/S、Microsoft Windows | Parallel Studio  | [ 42 ] |
| 待定 | 生于尘土 Dustborn                                        | PlayStation 5、Xbox Series X/S、Microsoft Windows                          | Red Thread Games | [ 72 ] |
| 待定 | Lysfanga: The Time Shift Warrior                         | Microsoft Windows                                                          | Sand Door Studio | [ 42 ] |